# リッキー (みずほ銀行)
リッキーは、かつてみずほ銀行が発行していた利付金融債である。正式名称「利付みずほ銀行債券」。

## 概要
1969年7月から販売されてきたが、2007年3月（財形タイプについては2012年3月）一杯をもって販売を終了した。
元々は日本興業銀行（興銀）が発行・発売した「利付興業債券」。略して「利付」なので「リッキー」と名付けられた。
リッキーワイドと比べて半年毎に利息が貰えるが、預金保険の対象外となっている。
2016年1月1日現在では、興銀の事業を承継したみずほ銀行の金融債取り扱い店舗で償還金を受け取ることが出来る。